# Langenbach (Lauter)
Der Langenbach ist ein gut vier Kilometer langer Wasserlauf im südpfälzischen Wasgau (Rheinland-Pfalz) und ein linker Zufluss der Lauter, die hier, an ihrem Oberlauf, noch Wieslauter genannt wird.

## Name

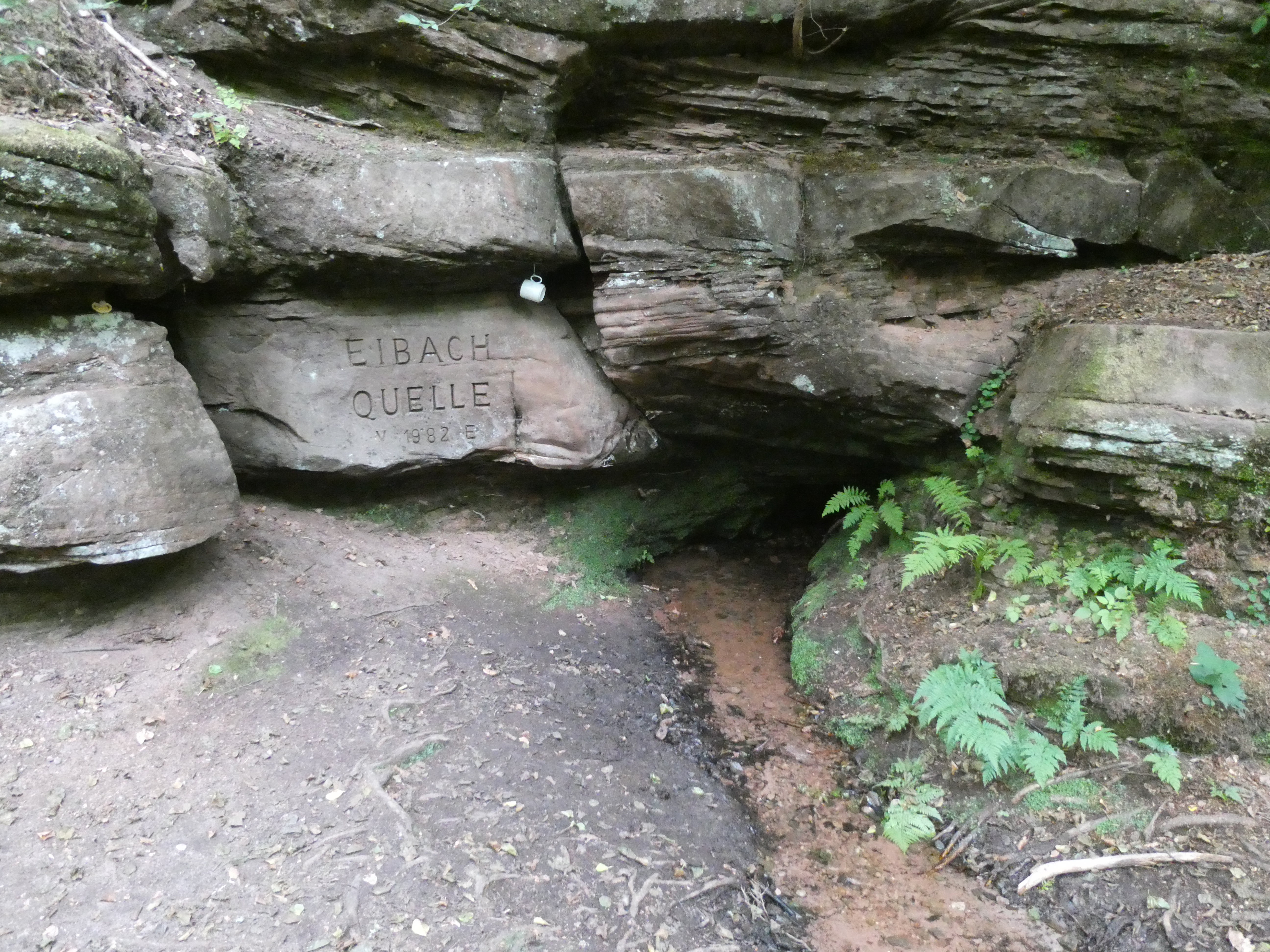
Eibachquelle

Neben Langenbach sind ebenso die Bezeichnungen Eibach und Reichenbächel gebräuchlich. Letztere wurde zum Namensgeber des Dahner Stadtteils Reichenbach, der sich im Mündungsbereich befindet.

## Geographie

### Verlauf
Der Langenbach entspringt im Wasgau auf einer Höhe von 241 m ü. NHN  in einer Waldwiese im Finstertal unmittelbar an der Gemarkungsgrenze der Ortsgemeinden Hauenstein und Erfweiler. Er fließt zunächst in Richtung Südosten und bildet gut fünfzig Meter von der Quelle entfernt einen kleinen Teich. Gut hundert Meter weiter bachabwärts wechselt er seine Richtung nach Süden. Beim Waldgewann Im Bottental staut er sich zu einem kleinen Waldsee. Er läuft nun durch das Gewann Großwiesen zwischen den Trögenberg (323,2 m ü. NHN) auf seiner rechten Seite und dem Winterberg (447,8 m ü. NHN) auf der linken, fließt danach am Osthang des Wölmersberges entlang und erreicht dann den Ortsrand von Erfweiler. Er passiert diese Ortschaft zum Teil unterirdisch verrohrt und verlässt sie wieder bei den Alsenborn-Wiesen. 
In der Feldflur Stockäcker wird er auf seiner linken Seite vom Breitenbach gestärkt. Der Langenbach fließt nun westlich am Hornbühl  durch die Fischwoog-Wiesen, begleitet wird er dabei von der Kreisstraße 39. Er wechselt nunmehr auf das Gebiet der Stadt Dahn und läuft dann zwischen dem Mittelberg (352 m ü. NHN) auf der rechten und dem Kahlenberg (398,9 m ü. NHN) auf der anderen Seite an der Fischwoogmühle vorbei. Danach führt sein Weg durch die Lange Rothwiese. Sein Lauf bildet dort die Grenze zwischen der Dahn und der Gemeinde Schindhard. Er unterquert noch die B 427 und mündet schließlich auf einer Höhe von 198 m ü. NHN von links in  die Wieslauter.

### Zuflüsse
- Breitenbach (links), 0,7 km

## Tourismus
Am nördlichen Siedlungsrand von Erfweiler sowie in der Ortsmitte kreuzt jeweils der Prädikatswanderweg Pfälzer Waldpfad den Langenbach.

## Nutzung
Früher wurde der Langenbach zur Fischerei genutzt.